# Suma wszystkich strachów (film)
Suma wszystkich strachów (ang. The Sum of All Fears) – amerykański film akcji z 2002 roku w reżyserii Phila Aldena Robinsona, zrealizowany na motywach powieści Toma Clancy’ego Suma wszystkich strachów. Zdaniem recenzentów fabuła filmu i książki mają mało wspólnego. Zdjęcia kręcono w Montrealu, Ottawie i Baltimore.

## Opis fabuły
Neonaziści zdobywają zagubioną trzydzieści lat temu izraelską bombę atomową, która odpadła od zestrzelonego nad Wzgórzami Golan myśliwca szturmowego A-4 Skyhawk i porywają rosyjskich naukowców. Ich celem jest naprawa uszkodzonej bomby i przygotowanie jej do detonacji.
Początkujący agent Central Intelligence Agency Jack Ryan (Ben Affleck), wraz z dyrektorem agencji, Billem Cabotem (Morgan Freeman), jadą do Moskwy na spotkanie z prezydentem Rosji Nemerovem. Tymczasem naziści, chcąc wywołać trzecią wojnę światową, detonują bombę atomową na stadionie w Baltimore. Podejrzenie pada na nowego rosyjskiego prezydenta Nemerova. Konflikt pomiędzy Rosją a Stanami Zjednoczonymi wydaje się nieunikniony. Uratować sytuację może tylko agent Ryan.

## Obsada
- Ben Affleck – Jack Ryan
- Morgan Freeman – Bill Cabot
- James Cromwell – prezydent Fowler
- Bridget Moynahan – dr Cathy Muller
- Liev Schreiber – John Clark
- Ron Rifkin – sekretarz stanu Owens
- Philip Baker Hall – sekretarz obrony Becker
- Bruce McGill – doradca ds. bezpieczeństwa Gene Revell
- Alan Bates – Richard Dressler
- Michael Byrne - Anatolij Grushkov
- Ken Jenkins – admirał Pollack
- Richard Marner – prezydent Zorkin
- Colm Feore – Olson
- Jason Antoon – Stubbs
- Jamie Harrold – Dillon
- Russel Bobbit – izraelski pilot
- John Beasley – generał Lasseter
- Pragna Desai – dr. Rita Russel
- Craig Hosking – pilot helikoptera
- Aleksander Bielawski – admirał Ivanov
- Constantine Gregory – generał Bulgakov
- Josef Sommer – senator Jessup
- Ciarán Hinds – prezydent Nemerov